# Oxydactyla stenodactyla
Espèce
Statut de conservation UICN

 LC  : Préoccupation mineure
Oxydactyla stenodactyla est une espèce d'amphibiens de la famille des Microhylidae.

## Répartition
Cette espèce est endémique de la région des Hautes-Terres en Papouasie-Nouvelle-Guinée. Elle se rencontre entre 2 490 et 4 000 m d'altitude dans les provinces de Simbu, des Hautes-Terres orientales et des Hautes-Terres occidentales,.

## Description
Oxydactyla stenodactyla mesure de 22 à 31 mm pour les mâles et de 25 à 32 mm pour les femelles.

## Étymologie
Son nom d'espèce, stenodactyla, dérivé du grec stenos, « fin » et dactylos, « doigt », lui a été donné en référence à la morphologie de ses pattes.

## Publication originale
- Zweifel, 2000 : Partition of the Australopapuan microhylid frog genus Sphenophryne with descriptions of new species. Bulletin of the American Museum of Natural History, vol. 253, p. 1-130 (texte intégral).